# Waterstofvliegtuig
Een waterstofvliegtuig haalt zijn energie niet uit de gebruikelijke fossiele brandstof (kerosine, een aardolieproduct) maar uit waterstof (H2). Bij de verbranding van waterstof komt géén koolstofdioxide (CO2) vrij. Een conventionele straal- of zuigermotor van een vliegtuig loopt zonder veel aanpassing op waterstof, maar het rendement van een verbrandingsmotor is thermodynamisch beperkt. Principieel is het efficiënter om de waterstofenergie met een brandstofcel om te zetten in elektriciteit en een elektromotor te gebruiken, maar het theoretisch maximale rendement is nog lang niet benaderd.

## Waterstof versus kerosine
De hoeveelheid energie (verbrandingswaarde) per kg van waterstof is driemaal hoger dan van kerosine. Dat is gunstig, want gewicht is belangrijk bij vliegtuigen. Een probleem met waterstof is het tankvolume. Sterk comprimeren verkleint het volume wel, maar dat verplaatst het probleem naar het gewicht van de hogedruktank. Zelfs van vloeibare waterstof is het volume viermaal groter dan van kerosine met dezelfde energie-inhoud; de druk is dan laag, maar de waterstof moet bij extreem lage temperatuur (20 K = -253 °C) worden bewaard. Veel andere manieren om waterstof efficiënt op te slaan, chemisch gebonden of als metaalhydride, zijn nog in onderzoek.
Het grootste risico bij beide stoffen is natuurlijk gelegen in brand bij een ongeluk. Bij waterstof is de ontbrandingstemperatuur 550 °C; die van kerosine is ongeveer 300 °C. Waterstof verbrandt snel en bijna geheel verticaal terwijl uitstromende kerosine grote brandende plassen kan vormen. Waterstof vormt al snel een explosief mengsel met lucht (explosiegrenzen tussen 4 en 76 volumeprocent) dat door het kleinste vonkje kan ontploffen, terwijl de dampspanning van kerosine zo laag is dat het bij kamertemperatuur moeilijk aan te steken is en alleen brandt met een pit.
Een tank met samengeperste waterstof is dik, als een lpg-tank. Ook een vloeibarewaterstoftank is niet plat om de verdamping (bepaald door de oppervlak-volumeverhouding) laag te houden, en door de isolatie. Daarom zit de waterstof niet zoals gebruikelijk bij kerosine in de vleugels, maar in de romp.

## Proefprojecten
In de Sovjet-Unie zijn met een door waterstof aangedreven Toepolev-155, een aangepaste Tu-154, vanaf 1988 testvluchten gemaakt, tot het uiteenvallen van de USSR in 1991. De vloeibare waterstof zat achter in de romp.
In het CRYOPLANE-project van de Europese Unie heeft Airbus met andere ondernemingen onderzoek gedaan naar waterstofvliegtuigen. Dit is beëindigd in 2002 maar in 2007 opnieuw begonnen.
Er zijn kleine vliegtuigen gebouwd, bijv. in 2008 de Boeing Fuel Cell Demonstrator, met samengeperste waterstof, maar de actieradius was gering.